# White Limousine
White Limousine è il quinto album in studio del cantautore Duncan Sheik, primo pubblicato sotto l'etichetta Zoe Records. L'album è composto da 12 tracce, alcune delle quali eseguite assieme alla London Session Orchestra. L'album, di genere pop rock, affronta diverse tematiche, tra cui la politica, criticando aspramente George W. Bush nella title track.
Dall'album sono stati estratti i singoli White Limousine e The Dawn's Request. L'album è stato venduto anche in DVD-ROM, con un software che permette all'ascoltatore di remixare tutti i brani.

## Tracce
Tutte le canzoni sono scritte da Duncan Sheik
1. "Hey Casanova" – 5:12
2. "The Dawn's Request" – 4:25
3. "White Limousine" – 4:38
4. "I Don't Believe in Ghosts" – 3:47
5. "Nothing Fades" – 4:54
6. "Fantastic Toys & Corduroys" – 5:07
7. "Shopping" – 4:55
8. "Star-Field on Red Lines" – 3:44
9. "I Wouldn't Mind" – 3:30
10. "Land" – 5:27
11. "So Gone" – 3:35
12. "Hymn" – 6:04